# Eräsaari (ö i Södra Savolax, S:t Michel, lat 61,93, long 26,47)
Eräsaari är en ö i Finland. Den ligger i sjön Haapajärvi och i kommunen Kangasniemi i den ekonomiska regionen  S:t Michel och landskapet Södra Savolax, i den södra delen av landet, 210 km norr om huvudstaden Helsingfors. Öns area är 0,4 hektar och dess största längd är 90 meter i öst-västlig riktning.